# Philip Hindes
Philip Hindes, né le 22 septembre 1992 à Krefeld, est un coureur cycliste sur piste britannique, d'origine allemande. Il est double champion olympique de vitesse par équipes en 2012 (avec Chris Hoy et Jason Kenny) et en 2016 (avec Kenny et Callum Skinner).

## Biographie
Philip Hindes est né à Krefeld (Rhénanie-du-Nord-Westphalie), en Allemagne d'un père britannique stationné en Allemagne en tant que soldat dans l'armée britannique et d'une mère allemande. Il commence le cyclisme sur route en 2008 à l'âge de 15 ans. Après deux saisons, il s'oriente vers la vitesse sur piste.
Il représente l'Allemagne lors des championnats du monde sur piste juniors en 2010 et s'y classe troisième de la vitesse par équipes et quatrième de la vitesse individuelle. Plus tard dans l'année, Hindes, dont le père est de nationalité britannique, s'installe au Royaume-Uni et rejoint le programme olympique de British Cycling. Il reçoit opportunément l'autorisation de rouler pour la Grande-Bretagne après que le conseil exécutif du Comité international olympique (CIO) eut abrogé le règlement qui l'aurait obligé à attendre trois ans avant de changer de nationalité sportive.
En 2011, Hindes dispute avec Dave Daniell et Peter Mitchell l'épreuve de vitesse par équipes de la manche de Pékin de la Coupe du monde de cyclisme sur piste, terminant en sixième position.
À partir de 2012, Hindes est entraîné par Jan van Eijden et Iain Dyer. Il est choisi pour représenter la Grande-Bretagne aux championnats du monde sur piste à Melbourne, en Australie, pour la vitesse par équipes aux côtés de Chris Hoy et Jason Kenny. Il y remplace Ross Edgar qui récupère d'une blessure et doit se concentrer sur son entraînement en salle et sur route. Cependant, le trio est relégué en fin de classement lors des séries qualificatives, comme trois autres équipes, car un coureur s'est « écarté de plus de 15 mètres avant la fin du tour qu'il doit mener ».
En juillet 2012, Hindes est sélectionné pour concourir pour la Grande-Bretagne aux Jeux olympiques d'été de Londres, toujours avec Hoy et Kenny en vitesse par équipes. À domicile, le trio remporte l'or olympique en devançant les Français de 41 centièmes de seconde. Lors des séries qualificatives, il chute dès le départ. D'après le règlement officiel, l'équipe doit alors recommencer l'épreuve sans aucune conséquence. Cependant, après l'obtention de la médaille d'or, il déclare avoir chuté délibérément, ayant pris un mauvais départ. Par la suite il revient sur sa déclaration en déclarant avoir glissé de la roue arrière, tandis que la Fédération britannique évoque un problème de traduction pour expliquer ses propos. Aucune mesure n'a été prise par le CIO. Pour cet incident, Hindes a reçu la cinquième place du magazine Sports Illustrated dans la catégorie « Anti-Sportif de l'année ».
En janvier 2013, il est nommé membre de l'Ordre de l'Empire britannique (MBE). Entre 2013 et 2015, il n'obtient aucun titre international et ne monte sur aucun podium aux championnats du monde ou d'Europe. Son meilleur résultat est une médaille d'argent sur la vitesse par équipes des Jeux du Commonwealth de 2014.
Il rejoint l'équipe Wiggins pour la saison 2016. La même année, il est à nouveau sélectionné aux Jeux olympiques de Rio de Janeiro, où il devient pour la deuxième fois champion olympique de vitesse par équipes, avec Callum Skinner et Jason Kenny. Le trio britannique a surpris à la fois les suiveurs et même leur propre équipe en battant les grands favoris Néo-Zélandais,.
En 2018, après avoir été vice-champion du monde de vitesse par équipes sans participer à la finale, il termine deuxième de la vitesse par équipes avec Ryan Owens et Joseph Truman aux Jeux du Commonwealth. Remplaçant pour les Jeux olympiques de Tokyo disputés en août 2021, il voit ses compatriotes se contenter de la médaille d'argent, puis annonce deux mois plus tard arrêter sa carrière à 29 ans,.

## Palmarès

### Jeux olympiques
| Édition / Épreuve | Vitesse par équipes                     |
| Londres 2012      | Or (avec Chris Hoy et Jason Kenny)      |
| Rio 2016          | Or (avec Callum Skinner et Jason Kenny) |

### Championnats du monde
| Édition / Épreuve              | Vitesse par équipes |
| Montichiari 2010 (juniors)     | Bronze              |
| Minsk 2013                     | 6e                  |
| Cali 2014                      | 5e                  |
| Saint-Quentin-en-Yvelines 2015 | 8e                  |
| Londres 2016                   | 6e                  |
| Apeldoorn 2018                 | Argent              |
| Pruszków 2019                  | 5e                  |

### Coupe du monde
- 2012-2013
  - 2e de la vitesse par équipes à Glasgow
- 2013-2014
  - 2e de la vitesse par équipes à Aguascalientes
  - 3e de la vitesse par équipes à Manchester
- 2014-2015
  - 1er de la vitesse par équipes à Guadalajara (avec Jason Kenny et Callum Skinner)
- 2015-2016
  - 1er de la vitesse par équipes à Hong Kong (avec Jason Kenny et Callum Skinner)
- 2017-2018
  - 2e de la vitesse par équipes à Milton
- 2018-2019
  - 2e de la vitesse par équipes à Berlin
  - 2e de la vitesse par équipes à Londres
  - 3e de la vitesse par équipes à Milton

### Jeux du Commonwealth
| Édition / Épreuve | Keirin   | Vitesse individuelle | Vitesse par équipes |
| Glasgow 2014      |          | 1er tour             | Argent              |
| Gold Coast 2018   | 1er tour | 1/8e de finale       | Argent              |

### Championnats d'Europe
| Édition / Épreuve                | Vitesse individuelle | Vitesse par équipes |
| Saint-Pétersbourg 2010 (juniors) | Bronze               |                     |
| Anadia 2011 (espoirs)            |                      | Argent              |
| Berlin 2017                      |                      | 6e                  |
| Glasgow 2018                     | 7e                   |                     |

### Championnats de Grande-Bretagne
- 2011
  - 3e du keirin
  - 3e de la vitesse par équipes
- 2013
  - 2e de la vitesse par équipes
- 2014
  -  Champion de Grande-Bretagne de vitesse par équipes (avec Jason Kenny et Callum Skinner)
  - 3e de la vitesse
- 2015
  -  Champion de Grande-Bretagne de vitesse par équipes (avec Jason Kenny et Matthew Crampton)
- 2018
  -  Champion de Grande-Bretagne de vitesse par équipes (avec Jack Carlin, Ryan Owens, Jason Kenny et Matthew Teggart)
- 2019
  -  Champion de Grande-Bretagne de vitesse par équipes (avec Jack Carlin, Ryan Owens et Jason Kenny)
- 2020
  -  Champion de Grande-Bretagne de vitesse par équipes (avec Ryan Owens et Jason Kenny)